# Norrtelje BF
Norrtelje Bandyförening är en bandyklubb i Sverige som bildades i slutet av 1920-talet under namnet Wettershaga GoIF. År 2001, i samband med flytten till den nya konstfrustna planen i Norrtälje, bytte man namn till Norrtelje BF. A-laget spelar sina matcher i Division 1 på Norrtälje IP. Norrtelje BF har sin verksamhet inom Stockholms bandyförbunds distrikt.